# 棋士
《棋士》是2025年3月首播的犯罪悬疑剧，该剧由腾讯视频、无锡宝唐、乐开花影业联合出品，韩三平、王宝强监制，由房远、高妮妮执导，王宝强、陈明昊领衔主演，讲述围棋教师崔业因生活所迫卷入信用社劫案，逐步蜕变为高智商罪犯，并与刑警哥哥崔伟展开黑白博弈的故事‌。剧集以围棋隐喻犯罪策略，融合心理博弈与社会批判，引发关于“人性沉沦”与“生存困境”的热议‌，该剧以豆瓣7.5分与破4亿播放量收官。